# 8817 Roytraver
8817 Roytraver eller 1985 JU1 är en asteroid i huvudbältet som upptäcktes den 13 maj 1985 av det amerikanska astronom paret Eugene M. och Carolyn S. Shoemaker vid Palomar-observatoriet. Den är uppkallad efter amerikanen Roy Traver.
Asteroiden har en diameter på ungefär 5 kilometer.